# Zdzisław Dębicki

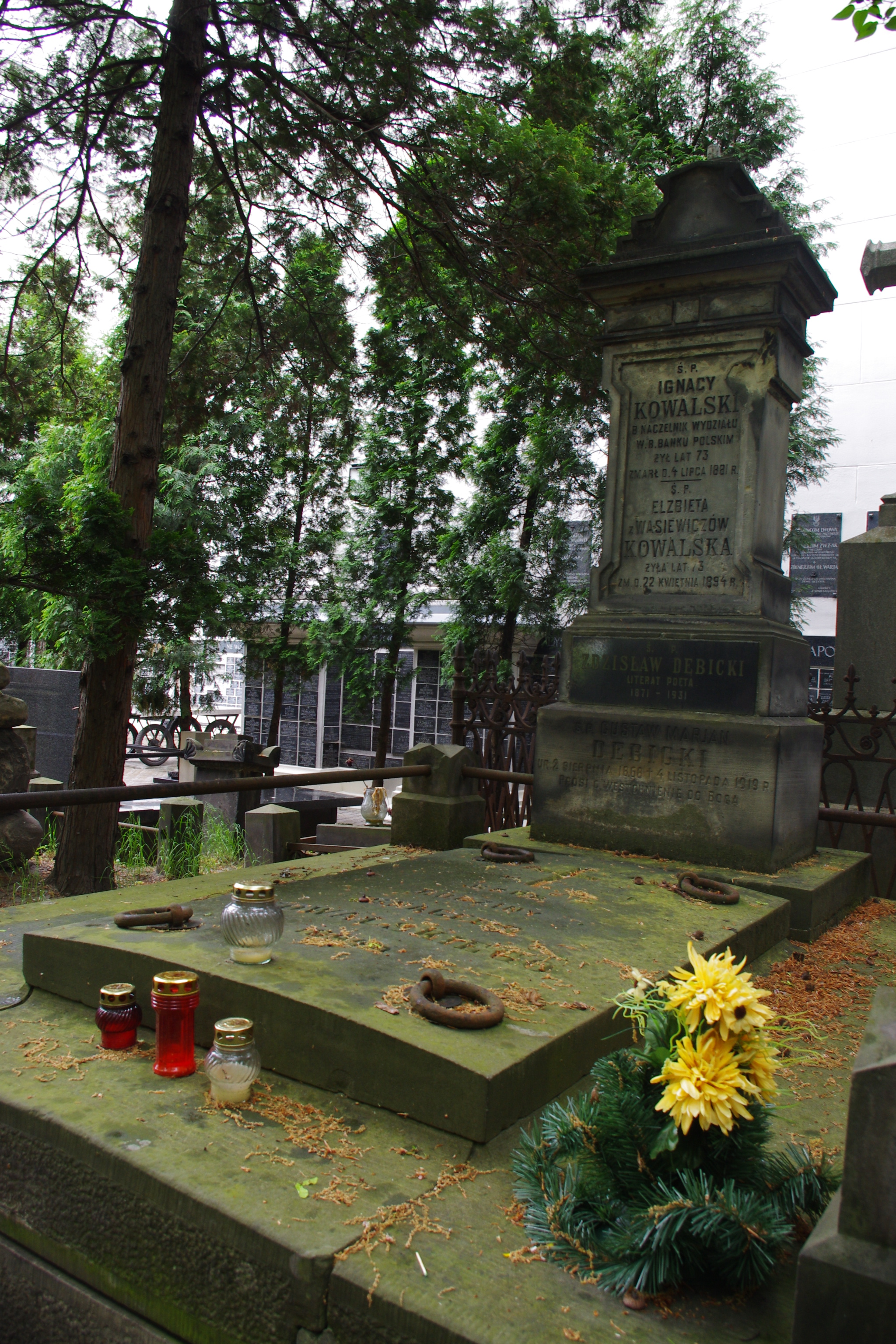
Grób poety Zdzisława Dębickiego na Starych Powązkach w Warszawie

Zdzisław Klemens Dębicki, ps. Dęb., Jaxa, K. Zebrzydowski (ur. 19 stycznia 1871 w Warszawie, zm. 7 maja 1931 tamże) – polski poeta, eseista, krytyk literacki, publicysta i pamiętnikarz okresu Młodej Polski, przez niektórych wiązany z impresjonizmem, nazywany „poetą księżyca” oraz „nastrojowcem”.

## Życiorys
Urodził się w rodzinie Gustawa, ziemianina z Wołynia, i Aleksandry z Kowalskich. Miał dwóch braci i siostrę. Wychowany w duchu patriotyzmu (ojciec brał udział w powstaniu styczniowym), od młodych lat był w konflikcie z władzami zaboru rosyjskiego. Z warszawskiego gimnazjum wydalony za udział w kółkach samokształceniowych. Maturę zdał w Dorpacie (dziś Tartu – Estonia). Potem przez cztery lata studiował na Cesarskim Uniwersytecie Warszawskim (rozpoczął w 1891 studia medyczne, później prawnicze). Aresztowany w 1894, z powodu udziału w manifestacji na cześć 100. rocznicy powstania kościuszkowskiego, spędził pół roku w więzieniu na Pawiaku. Skazany na dwa lata zsyłki do Orska na Uralu (po roku został amnestionowany). Pozbawiony prawa studiowania na terenie Rosji, ukończył prawo we Lwowie (w 1898). W 1896 został członkiem Ligi Narodowej (wcześniej publikował artykuły w piśmie redagowanym przez Romana Dmowskiego). Od 1899 mieszkał w Warszawie, współpracował z wieloma pismami, zajmując się krytyką literacką i publicystyką, pełniąc również funkcję kierownika literackiego „Biblioteki Dzieł Wyborowych”. Od 1910 żonaty z córką profesora Uniwersytetu Jagiellońskiego, Zofią Wierzbicką. Od 1912 zatrudniony jako sekretarz redakcji  w „Tygodniku Ilustrowanym”; w 1918 został redaktorem naczelnym tego pisma i był nim do 1929. Wiele podróżował, działał w stowarzyszeniach dziennikarskich, był znanym bibliofilem.
Zmarł w Warszawie 7 maja 1931 roku. Pochowany na cmentarzu Powązkowskim w Warszawie (kwatera 11-2-22,23). Pośmiertnie, w 1931 otrzymał Nagrodę Literacką miasta stołecznego Warszawy.

## Twórczość
Debiutował w wieku lat 19, wierszem zamieszczonym w jednodniówce „Na głodnych” (1890), ale swój pierwszy tomik impresjonistycznych wierszy wydał dopiero w 1899. Kolejne jego publikacje, choć warsztatowo bardzo sprawne, były również utrzymane w młodopolskiej konwencji. Wyraźniejsze indywidualne cechy nosiły dopiero utwory zawarte w późniejszych tomach: Ojcze nasz, Kiedy ranne wstają zorze, czy Oglądam się za siebie, w których wyraźne religijne i patriotyczne motywy współistnieją z indywidualnymi już impresjami, czy wspomnieniami z lat dzieciństwa. Przeżycia z czasów I wojny i Legionów Polskich były inspiracją tomu Ta, co nie zginęła, napisanego wspólnie z Edwardem Słońskim. Wysoka kultura literacka, znajomość i szacunek dla literatury klasycznej  widoczne były w jego pracy wydawniczej i krytyczno-literackiej, jak i  w pismach publicystycznych, propagujących rozwój nauki i szkolnictwa. Związany z ruchem narodowo-demokratycznym, co widać było m.in. w książkach Miasteczko czy Kryzys inteligencji polskiej, swoje idee i poglądy (oraz pesymistyczne zdanie na temat cywilizacji) przedstawił w wydanym na rok przed śmiercią tomie Sam na sam. Złudy i prawdy. Uzupełnieniem twórczości Dębickiego są dwie jego książki wspomnieniowe: Grzechy młodości i Iskry w popiołach.

## Ordery i odznaczenia
- Krzyż Komandorski Orderu Odrodzenia Polski (30 kwietnia 1925)[8]
- Krzyż Oficerski Orderu Odrodzenia Polski (2 maja 1924)[9][10]
- Krzyż Komandorski Orderu Wazów (Szwecja, 1928)[11]

## Publikacje
- 1898 Ekstaza
- 1900 Noce bezsenne
- 1904 Święto kwiatów
- 1907 Kiedy ranne wstają zorze
- 1907 Ojcze nasz. Modlitwy wieczorne
- 1912 Oglądam się za siebie
- 1913 Wybór poezji
- 1915 Ta, co nie zginęła (wspólnie z Edwardem Słońskim)
- 1916 Książka i człowiek (publicystyka)
- 1917 Miasteczko (publicystyka)
- 1918 Kraj lat dziecinnych
- 1918 Kryzys inteligencji polskiej (publicystyka)
- 1919 Książeczka żołnierza polskiego (publicystyka)
- 1919 Polska i Litwa. W 350 rocznicę Unii Lubelskiej 1569–1919 (publicystyka)
- 1919/20 Pisarze polscy t. 1–2 (sylwetki pisarzy z wypisami), Tom 1, Tom 2
- 1920 Powitanie morza (publicystyka)
- 1921 Za Atlantykiem. Wrażenia z pobytu w Stanach Zjednoczonych Ameryki Północnej
- 1922 Podstawy kultury narodowej (publicystyka)
- 1923 Narodziny ideału (publicystyka)
- 1924 Poezje. 1898–1923 Wstęp A. Grzymała-Siedlecki
- 1925 Władysław St. Reymont. Laureat Nobla
- 1926 Kasprowicz. Poeta-bibliofil
- 1926 Z północy i południa. Finlandia, Włochy, Szwecja, Rumunia, Turcja
- 1927 Rozmowy o literaturze (publicystyka)
- 1927/28 Portrety (sylwetki pisarzy) seria 1, seria 2
- 1928 Belgia i Polska (publicystyka)
- 1929 Grzechy młodości
- 1930 Sam na sam. Złudy i prawdy (publicystyka)
- 1931 Iskry w popiołach. Wspomnienia lwowskie. "Grzechów młodości" część druga